# Poissonia heterantha
Poissonia heterantha là một loài thực vật có hoa trong họ Đậu. Loài này được (Griseb.) Lavin mô tả khoa học đầu tiên năm 2003.